# Jose Pablo Cantillo
Jose Pablo Cantillo (Marshfield, 30 de março de 1979) é um ator estadunidense, mais conhecido por interpretar Hector Salazar na série televisiva Sons of Anarchy do canal americano FX, e Caesar Martinez na série televisiva The Walking Dead do canal americano AMC.

## Biografia
Jose Pablo Cantillo (conhecido como "Joey" nos tempos de colégio) nasceu em Marshfield, Wisconsin, mas cresceu na cidade de Terre Haute, Indiana onde frequentou a Terre Haute South Vigo High School, onde foi um dos destaques do tênis durante quatro anos, levando a Terre Haute South Braves ao vice campeonato em 1996. Em 2003 se formou na Indiana University Bloomington em marketing e finanças pela Kelley School of Business.

## Carreira
Cantillo decidiu seguir a carreira de ator depois de tomar algumas aulas de teatro na IU em Nova York. No final de 2003, ele se mudou para a Califórnia, onde ele, sua esposa Kristi, e sua filha de apenas sete anos passaram a viver na cidade de Santa Clarita.
Depois de desempenhar alguns papéis na off-Broadway em Nova York, Cantillo começou a ser chamado para fazer algumas séries de renome, entre elas um papel recorrente  em The Walking Dead como Caesar Martinez. Trabalhou também nos filmes Crank (como o vilão Ricky Verona) em 2006, Elysium em 2013, e Chappie em 2015.

## Filmografia
| Ano  | Título                                                   | Papel             | Notas                |
| ---- | -------------------------------------------------------- | ----------------- | -------------------- |
| 2004 | The Manchurian Candidate                                 | Villalobos        |                      |
| 2005 | Shackles                                                 | Gabriel Garcia    |                      |
| 2006 | Crank                                                    | Ricky Verona      |                      |
| 2006 | Bondage                                                  | Spider            |                      |
| 2007 | Cleaner                                                  | Miguel            |                      |
| 2007 | Disturbia                                                | Oficial Gutierrez |                      |
| 2007 | After Sex                                                | Marco             |                      |
| 2008 | Redbelt                                                  | Floco de neve     |                      |
| 2009 | Streets of Blood                                         | Pepe              |                      |
| 2009 | Crank: High Voltage                                      | Ricky Verona      |                      |
| 2009 | Virtuality                                               | Manny Rodriguez   | Filme para televisão |
| 2013 | Elysium                                                  | Sandro            |                      |
| 2015 | Chappie                                                  | Amerika           |                      |
| 2015 | Solace                                                   | Sawyer            | Pós-Produção         |
| 2015 | Tales of Halloween (Segmento: "The Ransom of Rusty Rex") | Dutch             | Filmando             |

### Televisão
| Ano     | Título                            | Papel                  | Notas |
| ------- | --------------------------------- | ---------------------- | --- |
| 2003    | Law & Order: Criminal Intent      | Jack Martinez          | 1 episódio |
| 2003    | Law & Order: Special Victims Unit | Wilberto 'Wille' Angel | 1 episódio |
| 2004    | ER                                | Juan Enriquez          | 1 episódio |
| 2005    | Medical Investigation             | Rick Hain              | 1 episódio |
| 2005    | CSI: Miami                        | Juan Fernandez         | 1 episódio |
| 2005    | Crossing Jordan                   | Danny Artega           | 1 episódio |
| 2005    | Nip/Tuck                          | Marlon Ramirez         | 1 episódio |
| 2006    | Bones                             | Jose Vargas            | 1 episódio |
| 2006–07 | Standoff                          | Duff Gonzalez          | 1ª Temporada (personagem regular; 18 episódios)                                                                        |
| 2007    | Eyes                              | Fransisco Lopez        | 1 episódio |
| 2007    | The Unit                          | Rock                   | 1 episódio |
| 2008    | CSI: Crime Scene Investigation    | I.A. Oficial Galvez    | 1 episódio |
| 2008    | Monk                              | Carlos                 | 1 episódio |
| 2008    | The Shield                        | Amando Rios            | 2 episódios: "Genocide" (7ª Temporada, 4 episódios) "Animal Control" (7ª temporada, 6 episódios)                       |
| 2009    | The Closer                        | Enrique Santos         | 1 episódio |
| 2009    | Lie To Me                         | Amadeo Valadez         | 1 episódio |
| 2010    | Hawthorne                         | Manny Rodriguez        | 1 episódio |
| 2010    | Dark Blue                         | Raphael Garza          | 1 episódio |
| 2010    | Sons of Anarchy                   | Hector Salazar         | 3ª Temporada (recorrente; 9 episódios)                                                                                 |
| 2010    | Lone Star                         | Matt                   | 1 episódio |
| 2010    | Terriers                          | Felipe Prado           | 1 episódio |
| 2010    | The Good Guys                     | Santora                | 1 episódio |
| 2011    | Law & Order: LA                   | Cesar Vargas           | 1 episódio |
| 2012    | The River                         | Manny Centeno          | 2 episódios: "Peaches" (1ª Temporada: 5 episódios) "Doctor Emmet Cole" (1ª Temporada: 6 episódios) 2012 tall hot blond |
| 2012–13 | The Walking Dead                  | Caesar Martinez        | 3ª Temporada (recorrente; 11 episódios) 4ª Temporada (participação; 2 episódios)                                       |
| 2013    | The Mentalist                     | Angel                  | 1 episódio |
| 2013    | Twisted Tales                     | Ricardo                | 1 episódio |
| 2014    | Rush                              | –                      | 1 episódio |
| 2014–15 | Constantine                       | Hugo Lopez             | 2 episódios |